# Корнер, Эдред Джон Генри
Э́дред Джон Ге́нри Ко́рнер англ. Edred John Henry Corner (12 января 1906 — 14 сентября 1996) — британский учёный, ботаник, миколог, специалист по фитоморфологии.

## Биографические сведения
В 1929 году закончил Кембриджский университет, после чего отправился исследовать флору грибов Малайи, до 1939 года занимал пост заместителя директора Сингапурского ботанического сада. В период японской оккупации (1942—1945) оставался в Сингапуре и продолжал научные исследования, находясь под домашним арестом.
В 1946 году — эксперт ЮНЕСКО (англ. Principal Field Scientific Officer) в странах Латинской Америки.
В 1949 году по приглашению своего научного руководителя профессора Брукса Корнер вернулся в Кембриджский университет в качестве лектора по ботанике. В 1955 году стал членом Лондонского королевского общества.
С 1959 года вёл курс таксономии растений, с 1966 — профессор тропической ботаники.

## Научные достижения
Первая работа Корнера была посвящена дискомицетам. Результаты исследований публиковались в виде серии статей в 1929—1930 и позднее, до 1935 года. В статьях описана морфология этих грибов а также рассматриваются вопросы эволюции плодовых тел аскомицетов в связи с особенностями роста апотециев, выдвинуто предположение о родстве некоторых дискомицетов с мучнисторосяными грибами.
В те же годы изучались и полипоровые грибы (трутовики), в результате чего в 1932 году учёным было введено фундаментальное понятие морфологии плодовых тел базидиомицетов — гифальная система и предложена классификация гифальных систем по типам. Концепция типов гифальной системы впоследствии получила широкое распространение в научном мире, она использовалась для описания морфологии трутовых грибов в работах таких авторов, как Г. Каннингем, З. Поузар, М. А. Бондарцева, Л. Рюварден, М. Донк, К. Бас, Х. Крайзель. Эти авторы также дополняли и уточняли концепцию Корнера. Модернизированные классификации типов гифальных систем предлагались Э. Пармасто, Х. Клеменсоном, С. П. Вассером и соавторами, эта концепция продолжает развиваться и в настоящее время. Вплоть до 1990-х годов она несколько раз перерабатывалась самим Корнером с учётом новых научных материалов.
Кроме концепции гифальных систем, Корнером предложена идея схематического изображения массивов гиф в плодовом теле; в области филогенетики значительную ценность представляет доказательство родства семейства паксилловых (Paxillaceae) и рода Serpula; предложена так называемая Clavaria-гипотеза, касающаяся эволюции формы плодовых тел базидиомицетов; проделаны монографические обработки грибной флоры Малайи, в которые вошли такие группы, как клавариевые, кантарелловые, телефоровые, миценоидные грибы и род Боровик (Boletus).
Учёный занимался также исследованиями по дендрологии, изучая болотистые леса Джохора. На эту тему написана монография «Придорожные деревья Малайи», которая с 1940 до 1988 года выдержала три переиздания. Позже Корнер неоднократно возвращался к дендрологии. В 1949 году он опубликовал статью, в которой предложил оригинальную «дуриановую теорию» происхождения деревьев, позднее были написаны монографии «Жизнь растений» (1964), «Естественная история пальм» (1966), «Семена двудольных» (1976) и «Леса пресноводных болот Южного Джохора и Сингапура» (1978).

## Награды
- 1960 — медаль Дарвина «в знак признания его выдающихся и оригинальных ботанических работ о тропических лесах».
- 1970 — Медаль Линнея;
- в 1985 году стал первым лауреатом японской Международной премии по биологии.

## Эпоним таксономических имён
В честь Эдреда Корнера назван род грибов Corneromyces Ginns 1976 семейства кониофоровых (Coniophoraceae). В. Юлихом в 1979 году было описано семейство Corneromycetaceae, в настоящее время входящее в синонимику семейства кониофоровых.